# Catch Bull At Four
Catch Bull at Four es el sexto álbum de estudio del músico y compositor británico Cat Stevens (1947–).
Fue el disco más exitoso de Stevens en Estados Unidos.
El título proviene de uno de los Diez toros del zen.

## Lista de canciones
Todas las canciones fueron escritas por Cat Stevens excepto la notada.

### Lado uno
1. Sitting (3:14)
2. The boy with a moon & star on his head (5:57)
3. Angelsea (4:30)
4. Silent sunlight (3:00)
5. Can’t keep it in (2:59)

### Lado dos
1. 18th avenue (Kansas City nightmare) (4:21)
2. Freezing steel (3:40)
3. O’ cáritas (Andreas Toumazis, Jeremy Taylor, Stevens) (3:41)
4. Sweet Scarlet (3:49)
5. Ruins (4:24)

## Músicos
- Cat Stevens: contrabajo, bajo eléctrico, guitarra española, guitarra acústica (con cuerdas metálicas), guitarra eléctrica, mandolina eléctrica, piano, piano eléctrico, órgano Böhm Diamond, teclado RMI, sintetizador, silbato, batería, percusión, voces, coros
- Alun Davies: guitarra acústica, guitarra española, coros
- Alan James: contrabajo, bajo eléctrico, coros
- Jean Roussel: piano, órgano
- Gerry Conway: batería, percusión, coros
- Andreas Toumazis: buzuki en O cáritas
- C. S. Choir: coros en Freezing steel y O cáritas
- Linda Lewis: coros en Angelsea
- Lauren Cooper: coros en Angelsea
- Del Newman: arreglos de cuerdas (música)
- Jeremy Taylor: guitarra española, y ayuda para traducir la canción griega O cáritas al idioma latín utilizado en la canción.[2]

## Producción
Productor: Paul Samwell Smith

## Revisiones y críticas
Catch Bull at Four fue bien recibido por la crítica y el público.
El crítico de la revista Rolling Stone quedó satisfecho con las preciosas melodías y orquestación, aunque desilusionado por la ausencia de al menos una canción comparable a Morning Has Broken del disco Teaser and the Firecat, que le había gustado mucho.

## Posiciones
Disco
| Año  | Lista                                     | Posición |
| ---- | ----------------------------------------- | -------- |
| 1972 | Billboard Pop Albums                      | 1        |
| 1972 | UK Charts Position                        | 2        |
| 1972 | Australian Kent Music Report Albums Chart | 1        |

Sencillo
| Año  | Sencillo | Lista                 | Posición |
| ---- | -------- | --------------------- | -------- |
| 1973 | Sitting  | Billboard Pop Singles | 16       |

## Certificados
| Organización   | Nivel   | Fecha                   |
| -------------- | ------- | ----------------------- |
| RIAA – EE. UU. | Oro     | 12 de noviembre de 1972 |
| RIAA – EE. UU. | Platino | 20 de enero de 2001     |